# Paul Kemp (Produzent)
Paul Kemp (* 20. Jahrhundert) ist ein US-amerikanischer Filmproduzent, Spezialeffektkünstler und Filmschaffender, der 1982 für den Kurzfilm Violet mit einem Oscar ausgezeichnet wurde.

## Leben
Mit dem actiongeladenen Kriminalfilm Death of a Snowman gab Kemp 1976 seinen Einstand beim Film als Spezialeffektkünstler.
Gleich sein erster Film Violet, den er zusammen mit Shelley Levinson, die auch Regie führte, produzierte, wurde auf der Oscarverleihung 1982 mit einem  Oscar in der Kategorie „Bester Kurzfilm“ ausgezeichnet. Didi Conn ist in der Hauptrolle der Violet zu sehen, die durch einen Unfall in ihrer Teenagerzeit mit einer  entstellenden Narbe im Gesicht leben muss, von einem Prediger Hilfe erwartet, jedoch erkennen muss, dass nur sie selbst sich helfen kann.
Für seinen 1982 entstandenen Film Ipi-Tombi über einen jungen afrikanischen Stammesangehörigen war Kemp in Personalunion als Regisseur, Filmeditor und Produzent tätig. Bei dem Drama The Outcast war er 1984 als Ausführender Produzent tätig, die Hauptrolle des Films ist mit der südafrikanischen Schauspielerin Sandra Prinsloo besetzt. In der Folgezeit arbeitete Kemp überwiegend fürs Fernsehen und produzierte sowohl Fernsehfilme- als auch Serien.  Zu der 2003 entstandenen Filmkomödie Buddy – Der Weihnachtself von Jon Favreau mit Will Ferrell und James Caan steuerte er die Spezialeffekte bei, ebenso wie zu dem Marionettenfilm Team America: World Police von Trey Parker und Matt Stone von 2004.

## Filmografie (Auswahl)
– wenn nicht anders angegeben, als Produzent –
- 1976: Death of a Snowman (Spezialeffekte)
- 1981: Violet
- 1982: An Outpost of Progress (Spezialeffekte)
- 1982: Ipi-Tombi (Fernsehfilm – Schnitt, Regie, Produktion)
- 1984: The Outcast
- 1985: Heroes (Fernsehserie)
- 1986: The Red Elephants (Fernseh-Mini-Serie)
- 1988: Bush Shrink
- 1989: Trucking (Fernsehfilm)
- 1990: Mörderische Hitze (The Rutanga Tapes)
- 1993: Death in the Family (Fernseh-Mini-Serie)
- 1994: Where Angels Tread (Fernsehfilm)
- 1996: Suburban Bliss (Fernsehserie)
- 1997: The Principal (Fernseh-Mini-Serie)
- 1997: Natural Rhythm (Fernseh-Mini-Serie)
- 1999: King Cobra (Video, Spezialeffekte)
- 2002: Demon Island (General Manager: Creature Fabrication & Make up Effekts)
- 2003: Buddy – Der Weihnachtself (Elf; Spezialeffekte)
- 2004: Team America: World Police  (Puppet Production Manager)

## Auszeichnung
- 1982: Oscar-Gewinner mit Violet